# Hydra (álbum)
Hydra es el segundo álbum de la banda de rock estadounidense Toto. Fue lanzado al mercado en 1979.

## Historia
Al final de la primera gira, la banda comenzó a trabajar en su próximo álbum, titulado Hydra, que fue lanzado ese mismo año y contó con el sencillo "99", inspirado por la película de culto George Lucas'THX 1138 . 
Casi 30 años después, Steve Lukather confesó que, a pesar de la popularidad de la canción, él odiaba "99" y que es una de las canciones de Toto que menos le gusta, y es que por eso no la interpretaba en conciertos.
La banda también lanzó cuatro videos musicales para el álbum, incluyendo la canción principal. Aunque el álbum Hydra no logró el éxito comercial que el primer álbum de Toto, todavía fue oro. Tras el lanzamiento del álbum, la banda emprendió la "Gira Hydra", que incluyó dos fechas estadounidenses e internacionales. La gira duró desde febrero hasta junio de 1980.

## Lista de canciones
Todas las canciones escritas y compuestas por David Paich excepto donde se indique:

| Hydra |                             |                                                                                         |                   |          |  |
| N.º   | Título                      | Escritor(es)                                                                            | Voces Principales | Duración |  |
| 1.    | «Hydra»                     | Steve Lukather, David Paich, Jeff Porcaro, Bobby Kimball, Steve Porcaro y David Hungate | David Paich       | 7:31     |  |
| 2.    | «St. George and the Dragon» | David Paich                                                                             | Bobby Kimball     | 4:45     |  |
| 3.    | «99»                        | David Paich                                                                             | Steve Lukather    | 5:16     |  |
| 4.    | «Lorraine»                  | David Paich                                                                             | David Paich       | 4:46     |  |
| 5.    | «All Us Boys»               | David Paich                                                                             | David Paich       | 5:03     |  |
| 6.    | «Mama»                      | David Paich, Bobby Kimball                                                              | Kimball           | 5:14     |  |
| 7.    | «White Sister»              | David Paich, Bobby Kimball                                                              | Kimball           | 5:39     |  |
| 8.    | «A Secret Love»             | David Paich, Jeff Porcaro, Bobby Kimball                                                | Kimball           | 3:07     |  |
| 41:23 |                             |                                                                                         |                   |          |  |

## Personal
- David Hungate: Bajo, guitarra.
- Bobby Kimball: Voz principal en pistas 2, 6-8
- Steve Lukather: Guitarras y voz principal en "99"
- Jeff Porcaro: Batería, percusión.
- David Paich: Teclados y voz principal en pistas 1, 4 y 5
- Steve Porcaro: Teclados, electrónicos.

## Sencillos
- 99 / Hydra
- 99 / All Us Boys
- St George and the Dragon / A Secret Love